# ماري هامبرت
ماري هامبرت (بالإنجليزية: Marie Humbert)‏، هي مُمثلة غانية سويسرية.

## حياته الخاصة
تتحدث ماري هامبرت بطلاقة كُلا من اللغتين الفرنسية والإنجليزية.

## الجوائز والترشيحات
| السنة | حفل الجوائز                        | الجائزة                 | المُستلم للجائزة | النتيجة | مراجع             |
| ----- | ---------------------------------- | ----------------------- | --------------- | ------- | ----------------- |
| 2014  | جوائز الأكاديمية الأفريقية للأفلام | أفضل مُمثلة في دور مُساعد | هي نفسُها        | رُشِّح     | [ 5 ]             |
| 2014  | جوائز أفلام غانا                   | أفضل مُمثلة في دور مُساعد | هي نفسُها        | رُشِّح     | [ 6 ] [ 7 ] [ 8 ] |

## روابط خارجية
ماري هامبرت على موقع IMDb (الإنجليزية)